# Экономическая комиссия для Африки
Экономическая комиссия ООН для Африки (ЭКА, или ЭКА ООН; англ. United Nations Economic Commission for Africa, UNECA, фр. Commission économique pour l'Afrique, CEA) — одна из пяти региональных комиссий Экономического и Социального Совета ООН, учреждённая резолюцией ЭКОСОС по рекомендации Генеральной Ассамблеи ООН в 1958 году «для оказания эффективной помощи странам и территориям Африки и в соответствии со статьей 68 Устава Организации Объединенных Наций».

## Цели и задачи
Основу мандата ЭКА ООН составляет всемерное содействие экономическому и социальному развитию ее государств-членов, углубление внутрирегиональной интеграции и расширение международного сотрудничества в интересах развития Африки.
В качестве стратегических ориентиров своей деятельности ЭКА рассматривает цели, сформулированные в принятой Организацией Объединенных Наций Повестке дня в области устойчивого развития на период до 2030 года и Повестке дня Африканского союза на период до 2063 года.
Основные функции ЭКА — (а) организационно-мобилизационная: форум для обсуждения наиболее насущных проблем развития континента с активным участием стран-членов; (б) интеллектуально-аналитическая: исследования, анализ, обучение и продвижение передовых знаний; и (в) оперативная: предоставление рекомендаций и оказание прямой поддержки государствам-членам.
Приоритетными направлениями деятельности ЭКА ООН являются:
- укрепление позиции ЭКА как ведущего научно-исследовательского учреждения, призванного найти ответы на глобальные вызовы для континента в целом и наметить решения для проблем на субрегиональном и местном уровне;
- разработка вариантов макроэкономической и структурной политики для ускорения диверсификации экономики и создания рабочих мест;
- разработка и внедрение новаторских моделей финансирования для развития инфраструктуры, а также людских, материальных и социальных активов для преобразующейся Африки;
- содействие решению региональных и трансграничных проблем с акцентом на укрепление мира, безопасности и социальной интеграции в качестве важного связующего звена в области развития; и
- отстаивание позиций Африки на глобальном уровне и разработка планов действий на региональном уровне в качестве вклада в решение вопросов глобального управления[4].

## Государства-участники
Членами Экономической комиссии ООН для Африки являются 54 государства:
- Алжир
- Ангола
- Бенин
- Ботсвана
- Буркина-Фасо
- Бурунди
- Габон
- Гамбия
- Гана
- Гвинея
- Гвинея-Бисау
- Джибути
- Египет
- Заир
- Замбия
- Зимбабве
- Кабо-Верде
- Камерун
- Кения
- Коморские острова
- Республика Конго
- Демократическая Республика Конго
- Кот-д'Ивуар
- Лесото
- Либерия
- Ливия
- Маврикий
- Мавритания
- Мадагаскар
- Малави
- Мали
- Марокко
- Мозамбик
- Намибия
- Нигер
- Нигерия
- Руанда
- Сан-Томе и Принсипи
- Свазиленд
- Сейшельские острова
- Сенегал
- Сомали
- Судан
- Сьерра-Леоне
- Танзания
- Того
- Тунис
- Уганда
- Центральноафриканская Республика
- Чад
- Экваториальная Гвинея
- Эритрея
- Эфиопия
- ЮАР

## Глава Комиссии и Секретариат
Главой Экономической комиссии ООН для Африки является Исполнительный секретарь, назначаемый Генеральным секретарём ООН и подчиняющийся ему. Исполнительный секретарь ЭКА отвечает за всю деятельность Комиссии и управление ей; консультирует Генерального секретаря по вопросам, касающимся социально-экономического развития в Африке; представляет Генерального секретаря при выполнении особых поручений, имеющих отношение к вопросам социально-экономической политики в Африке; и поддерживает тесные связи с представителями государств-членов, а также с другими подразделениями Секретариата Организации Объединенных Наций, специализированными учреждениями и организациями.
В 1962-1975 годах Исполнительным секретарем ЭКА был Роберт Квеку Атта Гардинер (Гана). С апреля 2017 г. по 31 августа 2022 г. ЭКА возглавляла Вера Сонгве (Камерун). С 1 сентября 2022 г. временным главой  Экономической комиссии ООН для Африки является Антонио Педро (Мозамбик), до этого работавший на посту одного из заместителей Исполнительного секретаря.
Секретариат ЭКА изучает и анализирует социально-экономическое положение стран региона, выявляет важнейшие проблемы социально-экономического развития, разрабатывает и поощряет программы помощи; выполняет роль форума для выработки единой позиции по вопросам социально-экономической политики; оказывает техническую консультационную помощь государствам-членам, поощряет региональное сотрудничество и интеграцию и выполняет другие задачи.

## Субрегиональные представительства

Карта субрегионов ЭКА ООН:
Северная Африка
Западная Африка
Центральная Африка
Восточная Африка
Южная Африка

Помимо столицы Эфиопии Аддис-Абебы, где размещены центральные учреждения ЭКА ООН, Комиссия имеет пять субрегиональных представительств. Цель каждого из них — не только оказывать поддержку деятельности Комиссии по пяти стратегическим направлениям на основе подпрограмм, но и служить центрами мобилизации экспертного потенциала в отдельных тематических областях для обеспечения более эффективной поддержки государств-членов на субрегиональном уровне. Области специализации субрегиональных центров определены следующим образом:
- Восточноафриканское субрегиональное представительство (Кигали, Руанда): углубление региональной интеграции и развитие Африканской континентальной зоны свободной торговли;
- Западноафриканское субрегиональное представительство (Ниамей, Нигер): комплексное и устойчивое развитие с опорой на демографическую динамику.
- Североафриканское субрегиональное представительство (Рабат, Марокко): сбалансированное развитие через расширение возможностей в области образования для женщин и молодёжи;
- Центральноафриканское субрегиональное представительство (Яунде, Камерун): политика и реформы в области диверсификации экономики;
- Южноафриканское субрегиональное представительство (Лусака, Замбия): комплексная индустриализация с целью обеспечения устойчивого экономического роста и сокращение масштабов нищеты и неравенства.